# Primera B de 2018–19 (Argentina)
A Primera División B do Campeonato Argentino de 2018–19 é a octogésima edição de uma competição de futebol realizada na Argentina, equivalente à terceira divisão do futebol argentino para os clubes afiliados diretamente à Associação do Futebol Argentino (AFA). O campeonato começou a ser disputado no dia 17 de agosto de 2018 e será concluído no dia 22 de junho de 2019.
Vinte (20) equipes competem nesta liga: quinze (15) que permaneceram da temporada de 2017–18; e entre os novos participantes temos o Defensores Unidos, campeão da Primera C de 2017–18, o J. J. de Urquiza, vencedor do "torneio reduzido" da Primera C de 2017–18 e que fará sua estreia no torneio; e os três clubes rebaixados da Primera B Nacional de 2017–18, no caso, o All Boys, Deportivo Riestra e Flandria.
O Barracas Central foi coroado campeão da Terceira Divisão (Primera B) de 2018–19 e ganhou o direito de disputar a Segunda Divisão do Campeonato Argentino do próximo ciclo. Além deste título, o clube já faturou uma Segunda Divisão (Intermedia Amateur) em 1919, outras duas taças da Terceira Divisão (Primera C) em 1944 e 1948, assim como, três taças da Quarta Divisão (Primera D) em 1974, 1981 e 2009–10.

## Regulamento
A Primera B de 2018–19 é disputada por vinte clubes em dois turnos. Em cada turno, todos os times jogam entre si uma única vez. Os jogos do segundo turno são realizados na mesma ordem do primeiro, apenas com o mando de campo invertido. Não há campeões por turnos, sendo declarado campeão o time que obteve o maior número de pontos após as 38 rodadas. Além do título, o campeão também garante uma vaga para a segunda divisão do ano seguinte. Ao final das 38 rodadas, oito agremiações, do segundo ao nono lugares, encaram um mata-mata denominado "torneio reduzido", que vale a segunda e última vaga na segunda divisão do próximo ciclo. No entanto, em 20 de dezembro de 2018, o Comité Ejecutivo da AFA resolveu aumentar para cinco, o número de acessos: as equipes que terminarem nas quatro primeiras posições da classificação final da temporada regular e o ganhador do torneio reducido ("mata-mata") disputado pelas equipes que ficarem do quinto ao oitavo lugar da tabela final.
Ao final dos dois turnos, será rebaixada a equipe com o pior promédio (pontos acumulados em razão das partidas disputadas). A fim de terminar o time rebaixado para a quarta divisão do ano seguinte, será usado o promédio dos clubes na competição das três últimas temporadas, ou seja, 2016–17, 2017–18 e 2018–19.

## Informações dos clubes
| Equipe            | Localidade           | Estádio                      | Em 2017–18                                |
| ----------------- | -------------------- | ---------------------------- | ----------------------------------------- |
| Acassuso          | Boulogne             | La Quema [a]                 | 3º colocado                               |
| All Boys          | Buenos Aires         | Islas Malvinas               | Rebaixado na segunda divisão              |
| Almirante Brown   | Isidro Casanova      | Fragata Presidente Sarmiento | 18º colocado                              |
| Atlanta           | Buenos Aires         | Don León Kolbowsky           | 4º colocado                               |
| Barracas Central  | Buenos Aires         | Claudio Chiqui Tapia         | 6º colocado                               |
| Colegiales        | Munro                | Colegiales                   | 15º colocado                              |
| Comunicaciones    | Buenos Aires         | Alfredo Ramos                | 12º colocado                              |
| Defensores Unidos | Zárate               | Gigante de Villa Fox         | Campeão da Primera C                      |
| Deportivo Español | Buenos Aires         | Nueva España                 | 17º colocado                              |
| Deportivo Riestra | Buenos Aires         | Guillermo Laza               | Rebaixado da segunda divisão              |
| Estudiantes       | Caseros              | Ciudad de Caseros            | Vice-campeão                              |
| Fénix             | Buenos Aires         | Não possui [b]               | 14º colocado                              |
| Flandria          | Jáuregui             | Carlos V                     | Rebaixado da segunda divisão              |
| J. J. de Urquiza  | Loma Hermosa         | Ramón Roque Martín           | Vencedor do torneio reduzido da Primera C |
| Sacachispas       | Buenos Aires         | Beto Larrosa                 | 13º colocado                              |
| San Miguel        | Los Polvorines       | Malvinas Argentinas          | 10º colocado                              |
| San Telmo         | Dock Sud             | Dr. Osvaldo Baletto          | 11º colocado                              |
| Talleres          | Remedios de Escalada | Talleres                     | 9º colocado                               |
| Tristán Suárez    | Tristán Suárez       | 20 de Octubre                | 7º colocado                               |
| UAI Urquiza       | Villa Lynch          | Monumental de Villa Lynch    | 8º colocado                               |

- [a] Manda seus jogos no estádio República de Itália, pois, seu estádio não está habilitado para jogos desta divisão.
- [b] Manda seus jogos no estádio Nueva España.

### Distribuição geográfica das equipes
| Região                                | Total | Equipes |
| ------------------------------------- | ----- | --- |
| Conurbano da Grande Buenos Aires      | 10    | Acassuso, Almirante Brown, Colegiales, Estudiantes, Justo José de Urquiza, San Miguel, San Telmo, Talleres (RdE), Tristán Suárez e UAI Urquiza |
| Cidade de Buenos Aires                | 8     | All Boys, Atlanta, Barracas Central, Comunicaciones, Deportivo Riestra, Deportivo Español, Fénix e Sacachispas                                 |
| Interior da Província de Buenos Aires | 2     | Defensores Unidos e Flandria |

## Classificação

### Final
| Pos. | Equipes           | P  | J  | V  | E  | D  | GP | GC | SG  | Classificação                                                   |
| ---- | ----------------- | -- | -- | -- | -- | -- | -- | -- | --- | --------------------------------------------------------------- |
| 1    | Barracas Central  | 81 | 38 | 23 | 12 | 3  | 59 | 15 | 44  | Campeão e promovido à Segunda Divisão de 2019–20                |
| 2    | Atlanta           | 72 | 38 | 20 | 12 | 6  | 64 | 27 | 37  | Promovidos à Segunda Divisão de 2019–20                         |
| 3    | Estudiantes (BA)  | 72 | 38 | 21 | 9  | 8  | 59 | 32 | 27  | Promovidos à Segunda Divisão de 2019–20                         |
| 4    | Deportivo Riestra | 68 | 38 | 19 | 11 | 8  | 50 | 34 | 16  | Promovidos à Segunda Divisão de 2019–20                         |
| 5    | Acassuso          | 59 | 38 | 15 | 14 | 9  | 38 | 23 | 15  | Torneo Reducido pelo quinto acesso à Segunda Divisão de 2019–20 |
| 6    | San Telmo         | 57 | 38 | 14 | 15 | 9  | 45 | 33 | 12  | Torneo Reducido pelo quinto acesso à Segunda Divisão de 2019–20 |
| 7    | Colegiales        | 54 | 38 | 14 | 12 | 12 | 34 | 32 | 28  | Torneo Reducido pelo quinto acesso à Segunda Divisão de 2019–20 |
| 8    | All Boys          | 54 | 38 | 15 | 9  | 14 | 43 | 48 | –5  | Torneo Reducido pelo quinto acesso à Segunda Divisão de 2019–20 |
| 9    | Almirante Brown   | 52 | 38 | 15 | 7  | 16 | 37 | 42 |     |                                                                 |
| 10   | UAI Urquiza       | 51 | 38 | 13 | 12 | 13 | 26 | 33 | –7  |                                                                 |
| 11   | Flandria          | 50 | 38 | 12 | 14 | 12 | 36 | 32 | 4   |                                                                 |
| 12   | Fénix             | 45 | 38 | 10 | 15 | 13 | 31 | 35 | –4  |                                                                 |
| 13   | Defensores Unidos | 44 | 38 | 10 | 14 | 14 | 34 | 41 | –7  |                                                                 |
| 14   | Tristán Suárez    | 43 | 38 | 8  | 19 | 11 | 33 | 41 | –8  |                                                                 |
| 15   | San Miguel        | 40 | 38 | 6  | 22 | 10 | 21 | 28 | –7  |                                                                 |
| 16   | J. J. de Urquiza  | 39 | 38 | 8  | 15 | 15 | 32 | 46 | –14 |                                                                 |
| 17   | Sacachispas       | 37 | 38 | 8  | 13 | 17 | 28 | 46 | –18 |                                                                 |
| 18   | Comunicaciones    | 31 | 38 | 6  | 13 | 19 | 22 | 48 | –26 |                                                                 |
| 19   | Deportivo Español | 31 | 38 | 7  | 10 | 21 | 23 | 56 | –33 |                                                                 |
| 20   | Talleres (RdE)    | 30 | 38 | 6  | 12 | 20 | 23 | 46 | –23 |                                                                 |

Fonte: AFA, Goal, ESPN e Soccerway.

### Rebaixamento
| Pos. | Equipe            | 16–17 | 17–18 | 18–19 | Pts. | J   | Promédio | Rebaixamento                          |
| ---- | ----------------- | ----- | ----- | ----- | ---- | --- | -------- | ------------------------------------- |
| 1    | Estudiantes       | 52    | 64    | 72    | 188  | 108 | 1,740    |                                       |
| 2    | Deportivo Riestra | 58    | —     | 68    | 126  | 74  | 1,702    |                                       |
| 3    | Barracas Central  | 51    | 51    | 81    | 183  | 108 | 1,694    |                                       |
| 4    | Atlanta           | 57    | 52    | 72    | 181  | 108 | 1,675    |                                       |
| 5    | All Boys          | —     | —     | 54    | 54   | 38  | 1,421    |                                       |
| 6    | Acassuso          | 40    | 54    | 59    | 153  | 108 | 1,416    |                                       |
| 7    | San Telmo         | 49    | 43    | 57    | 149  | 108 | 1,379    |                                       |
| 8    | UAI Urquiza       | 48    | 49    | 51    | 148  | 108 | 1,370    |                                       |
| 9    | Flandria          | —     | —     | 50    | 50   | 38  | 1,315    |                                       |
| 10   | Tristán Suárez    | 41    | 50    | 42    | 133  | 108 | 1,231    |                                       |
| 11   | Almirante Brown   | 51    | 29    | 52    | 132  | 108 | 1,222    |                                       |
| 12   | Colegiales        | 37    | 39    | 54    | 130  | 108 | 1,203    |                                       |
| 12   | Fénix             | 46    | 39    | 45    | 130  | 108 | 1,203    |                                       |
| 14   | Comunicaciones    | 55    | 41    | 31    | 127  | 108 | 1,175    |                                       |
| 15   | Defensores Unidos | —     | —     | 44    | 44   | 38  | 1,157    |                                       |
| 16   | San Miguel        | —     | 43    | 40    | 83   | 72  | 1,152    |                                       |
| 17   | Talleres (RdE)    | 40    | 49    | 30    | 119  | 108 | 1,101    |                                       |
| 18   | J. J. de Urquiza  | —     | —     | 41    | 41   | 38  | 1,078    |                                       |
| 19   | Sacachispas       | —     | 40    | 37    | 77   | 72  | 1,069    |                                       |
| 20   | Deportivo Español | 51    | 31    | 31    | 113  | 108 | 1,046    | Rebaixado à Quarta Divisão de 2019–20 |

Fonte: AFA.

## Torneo Reducido
Ao final das 38 rodadas da temporada regular (turno e returno), quatro agremiações, do quinto ao oitavo lugares, encaram "um mata-mata" denominado Torneo Reducido ["torneio reduzido"], que vale a quinta e última vaga na Segunda Divisão do próximo ciclo. Tanto as semifinais como a grande decisão serão disputadas em partidas de ida e volta, sendo que a equipe mais bem posicionada da classificação final manda o segundo jogo em seus domínios. E em caso de igualdade no placar agregado dos dois jogos, será aplicada a disputa por pênaltis.

### Esquema
|  | Semifinais | Semifinais | Semifinais | Semifinais |   |           | Final | Final | Final | Final |
|  |            |            |            |            |   |           |       |       |       |       |
|  | Acassuso   | 1          | 1          | 2          |   |           |       |       |       |       |
|  | All Boys   | 1          | 2          | 3          |   |           |       |       |       |       |
|  | All Boys   | 1          | 2          | 3          |   | San Telmo | 1     | 2     | 3     |       |
|  |            |            |            |            |   | San Telmo | 1     | 2     | 3     |       |
|  |            | All Boys   | 3          | 1          | 4 |           |       |       |       |       |
|  | San Telmo  | All Boys   | 3          | 1          | 4 | 1         | 1     | 2     |       |       |
|  | San Telmo  |            |            |            |   | 1         | 1     | 2     |       |       |
|  | Colegiales | 0          | 1          | 1          |   |           |       |       |       |       |

### Semifinal
| Chave | Equipe 1  | Total | Equipe 2   | Ida | Volta |
| ----- | --------- | ----- | ---------- | --- | ----- |
| F1    | Acassuso  | 2–3   | All Boys   | 1–1 | 1–2   |
| F2    | San Telmo | 2–1   | Colegiales | 1–0 | 1–1   |

#### Chave F1
| 28 de maio de 2019 | All Boys   | 1 – 1     | Acassuso    | Buenos Aires                                       |  |
| 21:05              | - Vera 10' | Relatório | - 19' Vidal | Estádio: Islas Malvinas Árbitro: Yael Falcón Pérez |  |

| 3 de junho de 2019 | Acassuso          | 1 – 2     | All Boys                 | La Matanza                                         |  |
| 21:10              | - Salvatierra 76' | Relatório | - 1' Céliz - 14' Vázquez | Estádio: Sportivo Italiano Árbitro: Mauro Biasutto |  |

All Boys venceu por 3–2 no placar agregado.

#### Chave F2
| 25 de maio de 2019 | Colegiales | 0 – 1     | San Telmo      | Munro                                       |  |
| 13:05              |            | Relatório | - 2' Dal Casón | Estádio: Colegiales Árbitro: Paulo Vigliano |  |

| 1 de junho de 2019 | San Telmo   | 1 – 1     | Colegiales  | Isla Maciel                                     |  |
| 13:05              | - Zarco 65' | Relatório | - 8' Toloza | Estádio: Osvaldo Baletto Árbitro: José Carreras |  |

San Telmo venceu por 2–1 no placar agregado.

### Final
Em 20 de junho de 2019, o All Boys venceu o Reducido da B Metropolitana e subiu para a Primera B Nacional. Apesar da derrota por 2 a 1 ante o San Telmo na partida de volta em Isla Maciel, o clube alcançou o acesso graças a vitória por 3 a 1 no jogo de ida disputado onze dias atrás em Floresta. Desta maneira, o escrete de Floresta une-se à Barracas Central, Atlanta, Estudiantes de Caseros e Deportivo Riestra, que já haviam assegurado o acesso para a B Nacional, que terá 32 equipes na próxima temporada.
| Equipe 1  | Total | Equipe 2 | Ida | Volta |
| --------- | ----- | -------- | --- | ----- |
| San Telmo | 3–4   | All Boys | 1–3 | 2–1   |

| 9 de junho de 2019 | All Boys                                          | 3 – 1     | San Telmo        | Buenos Aires                                      |  |
| 15:10              | - Tellas 39' - H. S. Sánchez 53' - I. Vázquez 55' | Relatório | - 64' N. Igartúa | Estádio: Islas Malvinas Árbitro: Sebastián Bresba |  |

| 20 de junho de 2019 | San Telmo                   | 2 – 1     | All Boys      | Isla Maciel                                      |  |
| 14:10               | - D’Angelo 18' - Farías 46' | Relatório | - 59' Sánchez | Estádio: Osvaldo Baletto Árbitro: Lucas Comesaña |  |

## Estatísticas

### Artilheiros
Última atualização: 20 de junho de 2019 às 19:31 (UTC−3).
| Posição | Jogador                    | Club              | Gols |
| ------- | -------------------------- | ----------------- | ---- |
| 1       | Gonzalo Bravo              | Deportivo Riestra | 21   |
| 2       | Carlos Fernando Valenzuela | Barracas Central  | 20   |
| 3       | Gabriel Tellas             | All Boys          | 18   |
| 3       | Horacio R. Martínez        | Atlanta           | 18   |
| 5       | Ignacio Colombini          | Atlanta           | 17   |
| 6       | Facundo A. Castro          | Barracas Central  | 14   |
| 7       | Damián G. Salvatierra      | Acassuso          | 13   |
| 7       | Javier R. Velázquez        | Defensores Unidos | 13   |
| 7       | Lionel Altamirano          | Estudiantes (BA)  | 13   |
| 7       | Esteban Ciaccheri          | Flandria          | 13   |
| 7       | Jonathan Herrera           | Riestra           | 13   |
| 12      | Franco A. Toloza           | Colegiales        | 12   |
| 13      | Lucas G. Farías            | San Telmo         | 11   |
| 14      | Juan P. Ruiz Gómez         | Estudiantes (BA)  | 10   |